# Poumbedita

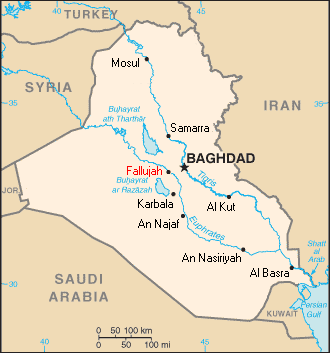
L'académie talmudique de Poumbedita est située sur le site de l'actuelle Falloujah.

Poumbedita est une ancienne ville en Babylonie située quelque part dans les environs de l'actuelle ville de Falloujah en Irak. Elle est célèbre dans l'histoire juive pour avoir été l'un des grands centres de l'érudition talmudique. Une académie talmudique y est fondée par Rav Yehouda au IIIe siècle et y demeure pendant 800 ans.
Poumbedita abritait une communauté juive depuis la période du Second Temple au moins. Selon Sherira Gaon, elle tirait son nom du fait de sa situation à l'embouchure (Poum signifiant bouche en araméen) du fleuve Bedita, un affluent de l'Euphrate, ce qui se dit aussi Pallughtha en syriaque et Falluga en arabe.

## La yeshiva de Poumbedita
Après la mort de Rav et Shmouel (Samuel de Nehardea), lorsque Rav Houna est nommé à la tête de Soura, Rav Yehouda décide d’ouvrir une académie rivale à Poumbedita. Du vivant de son fondateur et encore plus après lui, l'académie gagna une réputation d'acuité intellectuelle et de discrimination, dégénérant souvent en simple casuistique: « Es-tu de Poumbedita, où l'on fait passer un éléphant par le chas d'une épingle? » s'exclame le Talmud.
Au long de ses 800 ans d'existence, la yechiva de Poumbedita fit sortir de ses rangs des grands de la Torah parmi leur génération, parmi lesquels Rabba, Rav Yossef, Abaye, Rava, Rav Yosse le Sabora, Rav Simona, Rabba Gaon, Paltoï Gaon, Sherira Gaon et son fils Haï Gaon.
L'académie connut son apogée vers la troisième et la quatrième génération d'Amoraïm. Sous la direction de Rava, son collège fut provisoirement transféré à Mahoza, avant de revenir à Poumbedita après sa mort.
Après la clôture du Talmud de Babylone, au cours de l'ère des Savoraïm (499-589), elle fut la seule à dispenser des cours organisés, du fait des persécutions anti-juives à Soura. Lorsque les problèmes commencèrent également à Poumbedita, l'académie fut de nouveau transférée dans la ville proche de Firuz Châpûr pendant 50 ans, avant d'être rouverte à Poumbedita en 589 par le Rav Hanan d'Isqiya, qui en fut le premier recteur de l'ère des Gueonim.
Vers 890, le Gaon Hai bar Rav David la transféra à Bagdad, les Juifs ayant délaissé l'agriculture pour le commerce, qui nécessitait la proximité d'une grande ville; le nom de la yeshiva ne fut cependant pas changé.
L'académie de Poumbedita connut sa dernière période d'éclat à l'époque de Sherira Gaon et son fils Haï Gaon. Des milliers de missives parvenaient de toutes les communautés, sur tous les sujets du judaïsme, les Gueonim peinant à y répondre. Au scholarque succéda l'exilarque Hizkiya Gaon, qui fut exécuté 20 ans plus tard par le calife, et la yeshiva fut fermée.

## Directeurs de la yechiva

### Ère desAmoraïm
- Rav Yehouda - fondateur et premier rosh yeshiva; disciple de Rav et Shmouel
- Rabba
- Rav Yossef
- Abaye
- Rava - après le décès d'Abaye, la yeshiva se réunit autour de lui, et le suivit dans sa ville natale, Mahoza
- Rav Nahman bar Itzhak
- Rav Sama berei deRava

### Ère desSavoraïm
- Rav Yosse
- Rav Simona
- Rav Revaï MeRov - transfert de la yeshiva pour 50 ans, au vu des troubles anti-juifs

### Ère desGueonim[7]
- Mar Rav Ḥanan d'Isḳiya - 589
- Mar ben Rav Ḥanan d'Isḳiya
- Mar Rav Mari bar Rav Dimi - circa 591
- Mar Rav Ḥanina (contemporain de Mahomet)
- Mar Rav Ḥana - circa 630
- Mar R. Isaac (établi à Firuz Çapur)
- Mar Rav Rabba - à partir de 651
- Mar Rav Bossaï - à partir de 660
- Mar Rav Houna Mari ben Mar Rav Yossef - à partir de 689
- Mar Rav Ḥiyya MeMishan - à partir de 700
- Mar Rav Rabiya - à partir de 710
- Mar Rav Naṭronaï ben Mar Nehemia (aussi appelé Mar Rav Yanqa) - à partir de 719
- Rav Yehoudaï Gaon - à partir de 730
- Mar Rav Yossef Gaon (appelé Mar Kitnaï) - 739-748
- Rav Shmouel ben Mar Rav Mar (ou Mari) - 748-755
- Rav Natroï Kahan ben b. Mar Aḥnaï, (contemporain et auxiliaire d'Ahaï Gaon) - 755-761
- Mar Rav Abraham Kahana - vers 681
- Rav Dodaï ben Mar Rav Naḥman (frère de Yehoudaï Gaon) - 761-767
- Rav Ḥananya ben Rav Mesharsheya - 767-771
- Rav Malka ben Mar Rav Aḥa. - 771-773
- Rav Rabba (Abba) bar Dodaï (ancêtre de Sherira Gaon) - 773-782
- Rav Shinwaï - 782
- Rav Ḥaninaï Kahana (fils de Rav Abraham Kahana) - 782-786
- Mar Rav Huna haLevi ben Mar Isaac - 786-788
- Rav Menashe ben Mar Rav Yosseph - 788-796
- Mar Rav Yeshaiya haLevi ben Mar Rav Abba - 796-798
- Mar Rav Yosseph ben Mar Rav Shila - 798-804
- Mar Rav Kahana, fils de Ḥaninaï Gaon (Rav Ḥaninaï Kahana) - 804-810
- Mar Rav Aboumaï, frère de Ḥaninai Gaon - 810-814
- Mar Rav Yosseph ben Mar Rav Abba - 814-816
- Mar Rav Abraham ben Mar Rav Sherira - 816-828
- Rav Yosseph ben Mar Rav Ḥiyya - 828-833
- Mar Rav Itzhaq ben Mar Rav Hanania (selon certains, Ḥiyya) - 833-839
- Rav Yosseph ben Mar Rav Abba - 839-841
- Rav Palṭoï ben Mar Rav Abaye - 841-858
- Mar Rav Aḥaï Kahana ben Mar Rav Mar - 858
- Rav Menahem ben Mar Rav Yosseph Gaon ben Ḥiyya - 858-860
- Rav Mattithyahou ben Mar Rav Rabbi - 860-869
- Rav Abba ben Mar Rav Ammi ben Shmouel - 869-872
- Mar Rav Ẓemaḥ ben Mar Palṭoï Gaon (auteur du premier 'Aroukh) - 872-889
- Rav Haï ben Rav Mar David - 889-896
- Mar Rav Ḳimoï ben Rav Aḥaï Gaon - 896-905
- Yehoudaï ben Mar Rav Shmouel Resh Kallah
- Rav Mevasser Kahana ben Mar Rav Ḳimoï Gaon - 905-917
- Rav Kohen Ẓedeḳ Kahana ben Mar Rav Yosseph - 917-935
- Rav Ẓemaḥ ben Mar R. Kafnaï (selon certains Pappaï) - 935-937
- Mar Rav Hanania ben Mar Rav Yehoudaï Gaon (père de Sherira Gaon) - 937-943
- Rav Aharon ben Mar Rav Yosseph haCohen - 943-960
- Rav Nehemiah ben Mar Rav Kohen Ẓedeḳ - 960-968
- Rav Sherira Gaon, dont l'épître servit de base à l'historiographie juive traditionnelle - 968-1006
- Rav Haï Gaon, fils du précédent - 1004-1038. Sa mort est considérée comme la fin de l'ère des Gueonim
- Rav Hizkia ben David, descendant de David ben Zakkaï, il aurait, selon l'historiographie traditionnelle, cumulé les fonctions de Gaon et d'exilarque jusqu'en 1040, année à laquelle il fut exécuté par le calife.